# Nippiliphus napolovi
Espèce
Nippiliphus napolovi est une espèce de coléoptères de la famille des Staphylinidae et de la sous-famille des Pselaphinae.

## Répartition et habitat
Cette espèce est décrite du nord du Viêt Nam.